# 1284 w literaturze
Wydarzenia literackie w 1284 roku.

## Zmarli
- Alfons X Mądry, król hiszpański i pisarz